# Набережная Зодчего Дудина
На́бережная зо́дчего Ду́дина (полное название — набережная Ижевского пруда имени зодчего Дудина С. Е.) — набережная на левом берегу Ижевского пруда в Октябрьском районе города Ижевска. Пролегает от проезда Дерябина до Песочной улицы.

## История
Очертания и береговая линия современной набережной Ижевска были в основном сформированы ещё в XVIII веке при запруживании реки Иж. В дальнейшем набережная являлась частью одной из старейших улиц Ижевска — Береговой. Но вплоть до XX века набережной как таковой не существовало. Укрепление левого берега пруда в центральной части города началось лишь в 1970-е годы.
4 апреля 1988 года решением исполкома городского совета депутатов построенная набережная была названа именем зодчего Дудина в память об С. Е. Дудине (1779—1825) — первом архитекторе Ижевска.
В 2010 году центральная часть набережной от монумента дружбы народов до плотины была подвергнута масштабной реконструкции, которая кардинально изменила её облик и сделала её популярным местом отдыха ижевчан.

## Расположение
Набережная зодчего Дудина расположена преимущественно в центральной части города, за исключением северного участка, который находится в городке Металлургов.
Она начинается у плотины Ижевского пруда от пересечения с проездом Дерябина и проходит на север параллельно улицам Милиционной и Максима Горького. На этом участке к ней примыкают лестничный спуск от монумента «Навеки с Россией» и переулок Широкий. В районе Дворца творчества юных набережная пересекает речку Подборенку и меняет своё направление на запад. Здесь в городке Металлургов к ней примыкает улица Песочная, за которой в районе центрального городского пляжа набережная заканчивается.

## Примечательные здания и сооружения
- Лодочная станция
- Дом-музей семьи И. Д. Пастухова

## Транспорт
По набережной зодчего Дудина не проходят маршруты городского общественного транспорта. Ближайшие остановки транспорта: «ДК Аксион» и «Переулок Широкий» (троллейбусы № 6, 9, автобусы № 36, 56, маршрутное такси № 334).

## Галерея
- Вид на южную часть пруда, ограниченную набережной и проездом Дерябина (слева)
- Набережная ночью
- Вид на монумент Монумент «Дружба народов» и начало эспланады
- Отель «Панорама» на набережной
- Вид на набережную со стороны пруда
- Вид на набережную и пруд
- Пивзавод Бодалёва на набережной
- Северная часть набережной